# Macrolobium amplexans
Macrolobium amplexans là một loài rau đậu thuộc họ Fabaceae.
Loài này chỉ có ở Suriname.